# Mistrzostwa Ibero-Amerykańskie w Maratonie 1997
Mistrzostwa Ibero-Amerykańskie w Maratonie 1997 – zawody lekkoatletyczne, które odbyły się w Rio de Janeiro.

## Rezultaty
| Konkurencja: | Złoto                 | Wynik   | Srebro               | Wynik   | Brąz           | Wynik   |
| Mężczyźni    | Elisvaldo de Carvalho | 2:19:38 | Francismar de Barros | 2:19:50 | Laurenio Alves | 2:22:01 |
| Kobiety      | Luciana Soares        | 2:49:34 | Arlete Soares        | 2:52:29 | Nercy Freitas  | 2:52:45 |